# JK21
JK21 est un groupe féminin de J-pop, composé d'idoles japonaises et ayant débuté en 2008, dans la région du Kansai.

## Membres
JK21
- Yukari Jōjima (城島ゆかり, Jōjima Yukari?), née le 26 septembre 1990 (34 ans)
- Ayumi Madda (松田歩実, Madda Ayumi?), née le 4 août 1993 (31 ans)
- Misaki Aoi (碧みさき, Aoi Misaki?), née le 9 novembre 1991 (33 ans)
- Momona Arakaki (新垣桃菜, Arakaki Momona?), née le 10 juillet 1993 (31 ans)
- Rina Tanaka (田中梨奈, Tanaka Rina?), née le 28 mars 1994 (30 ans)
- Yūko Ogasawara (小笠原裕子, Ogasawara Yūko?), née le 4 novembre 1997 (27 ans)
- Eri Miyashige (宮繁恵梨, Miyashige Eri?), née le 19 juin 1993 (31 ans)

JK21 ~Pucchi Musume~
- Makoto Imazaki (今崎真琴, Imazaki Makoto?), née le 31 janvier 1994 (31 ans)
- Minami Tsubaki (椿みなみ, Tsubaki Minami?), née le 24 janvier 1994 (31 ans)
- Azusa Okamoto (岡本梓, Okamoto Azusa?), née le 4 décembre 1995 (29 ans)
- Akari Takeuchi (竹内星, Takeuchi Akari?), née le 7 janvier 1997 (28 ans)

Élèves
- Hikari Nakata (中田星, Nakata Hikari?), née le 28 juillet 1995 (29 ans)
- Rino Murai (村井梨乃, Murai Rino?)
- Yuzuki Tanabe (田邉優都紀, Tanabe Yuzuki?)

## Ex-membres
Ex-JK21
- Kanna Mizuno (水野神菜, Mizuno Kanna?), née le 23 juin 1994 (30 ans)
- Yūki Ezaki (江咲有姫, Ezaki Yūki?), née le 11 mars 1991 (33 ans)
- Maria Fujikawa (藤川真莉亜, Fujikawa Maria?), née le 3 septembre 1992 (32 ans)
- Taka Anzai (安斎仰, Anzai Taka?), née le 5 juillet 1991 (33 ans)
- Aimi Nishimori (西森愛美, Nishimori Aimi?), née le 11 avril 1995 (29 ans)
- Runa Hinata (日向瑠菜, Hinata Runa?), née le 21 décembre 1994 (30 ans)
- Shūko (柊子?), née le 29 septembre 1991 (33 ans)
- Sāya Morisaki (森崎さあや, Morisaki Sāya?), née le 16 octobre 1990 (34 ans)
- Kaede Aihara (相原かえで, Aihara Kaede?), née le 6 juin 1994 (30 ans)
- Sachiyo Taniguchi (谷口紗知代, Taniguchi Sachiyo?), née le 16 mai 1991 (33 ans)
- Kotoko Suda (須田琴子, Suda Kotoko?), née le 2 septembre 1992 (32 ans)
- Rino Suzuki (須々木梨乃, Suzuki Rino?), née le 1er juillet 1993 (31 ans)
- Arisa Kawaguchi (川口有砂, Kawaguchi Arisa?), née le 11 septembre 1991 (33 ans)
- MIYUKI, née le 12 juin 1992 (32 ans)
- Haruna Wakizaka (脇坂春菜, Wakizaka Haruna?), née le 16 décembre 1993 (31 ans)
- Yūmi Tsukiwaki (月脇夕実, Tsukiwaki Yūmi?), née le 21 novembre 1994 (30 ans)

Ex-Pucchi, élève
- Misaki Nagashima (長島美咲, Nagashima Misaki?), née le 6 février 1995 (30 ans)
- Mizuha Kawakami (川上瑞葉, Kawakami Mizuha?), née le 8 juillet 1991 (33 ans)
- Sae Jōno (城野紗衣, Jōno Sae?), née le 17 juin 1992 (32 ans)
- Hanako Matsuo (松尾華子, Matsuo Hanako?), née le 22 septembre 1990 (34 ans)
- Emiri Kobayashi (小林映美里, Kobayashi Emiri?), née le 22 juin 1996 (28 ans)
- Asahi Aono (青野あさひ, Aono Asahi?), née le 18 avril 1994 (30 ans)
- Tomomi Akao (赤尾智美, Akao Tomomi?)
- Misaki Nagata (永田美紗稀, Nagata Misaki?), née le 21 décembre 1994 (30 ans)
- Anri Tominaga (冨永あんり, Tominaga Anri?), née le 17 novembre 1992 (32 ans)
- Kokoa Yamahara (山原ココア, Yamahara Kokoa?), née le 30 novembre 1995 (29 ans)

## Discographie

### Albums
Album indépendant
1. 23 décembre 2009 – Chaunen! (ちゃうねん!?)

Albums majors
1. 14 décembre 2012 - JK21 Yanen (JK21やねん?)
2. 30 juillet 2013 - Lucky Tripper ~Sorezore no Natsu~ (Lucky Tripper ~それぞれの夏~?)

### Singles
Singles indépendants
1. 10 septembre 2008 – Hanafubiki Honey Chips (花吹雪ハニーチップス?)
2. 22 novembre 2008 – WIN ! WIN ! Tigers (WIN!WIN!タイガース?)

Singles majors
1. 15 décembre 2010 – I・Ai　KANSAI (I・愛　KANSAI?)
2. 20 avril 2011 – Koi no Kiseki (恋のキセキ?)
3. 5 octobre 2011 - Namidame Peace Sign (涙目ピースサイン?)
4. 21 mars 2012 - Nanairo Real (七色リアル)?)